# Xã Holst, Quận Clearwater, Minnesota
Xã Holst (tiếng Anh: Holst Township) là một xã thuộc quận Clearwater, tiểu bang Minnesota, Hoa Kỳ. Năm 2010, dân số của xã này là 369 người.